# Іст-Рокевей (Нью-Йорк)
Іст-Рокевей (англ. East Rockaway) — селище (англ. village) в США, в окрузі Нассау штату Нью-Йорк. Населення — 10 159 осіб (2020).

## Географія
Іст-Рокевей розташований за координатами 40°38′38″ пн. ш. 73°40′2″ зх. д. / 40.64389° пн. ш. 73.66722° зх. д. (40.643804, -73.667130).  За даними Бюро перепису населення США в 2010 році селище мало площу 2,67 км², з яких 2,63 км² — суходіл та 0,04 км² — водойми.

## Демографія
Згідно з переписом 2010 року, у селищі мешкало 9818 осіб у 3825 домогосподарствах у складі 2566 родин. Густота населення становила 3677 осіб/км².  Було 3997 помешкань (1497/км²).
Расовий склад населення:
| - 93,2 % — білих - 2,1 % — азіатів - 1,4 % — чорних або афроамериканців - 0,1 % — корінних американців - 2,2 % — осіб інших рас |

До двох чи більше рас належало 1,1 %. Частка іспаномовних становила 8,0 % від усіх жителів.
За віковим діапазоном населення розподілялося таким чином: 22,3 % — особи молодші 18 років, 61,3 % — особи у віці 18—64 років, 16,4 % — особи у віці 65 років та старші. Медіана віку мешканця становила 43,4 року. На 100 осіб жіночої статі у селищі припадало 89,3 чоловіків;  на 100 жінок у віці від 18 років та старших — 85,7 чоловіків також старших 18 років.
Середній дохід на одне домашнє господарство  становив 125 195 доларів США (медіана — 93 490), а середній дохід на одну сім'ю — 148 365 доларів (медіана — 113 750). Медіана доходів становила 71 977 доларів для чоловіків та 51 909 доларів для жінок. За межею бідності перебувало 3,2 % осіб, у тому числі 4,2 % дітей у віці до 18 років та 2,5 % осіб у віці 65 років та старших.
Цивільне працевлаштоване населення становило 5213 осіб. Основні галузі зайнятості: освіта, охорона здоров'я та соціальна допомога — 27,1 %, науковці, спеціалісти, менеджери — 13,2 %, роздрібна торгівля — 10,1 %, фінанси, страхування та нерухомість — 8,7 %.